# Esfigmógrafo

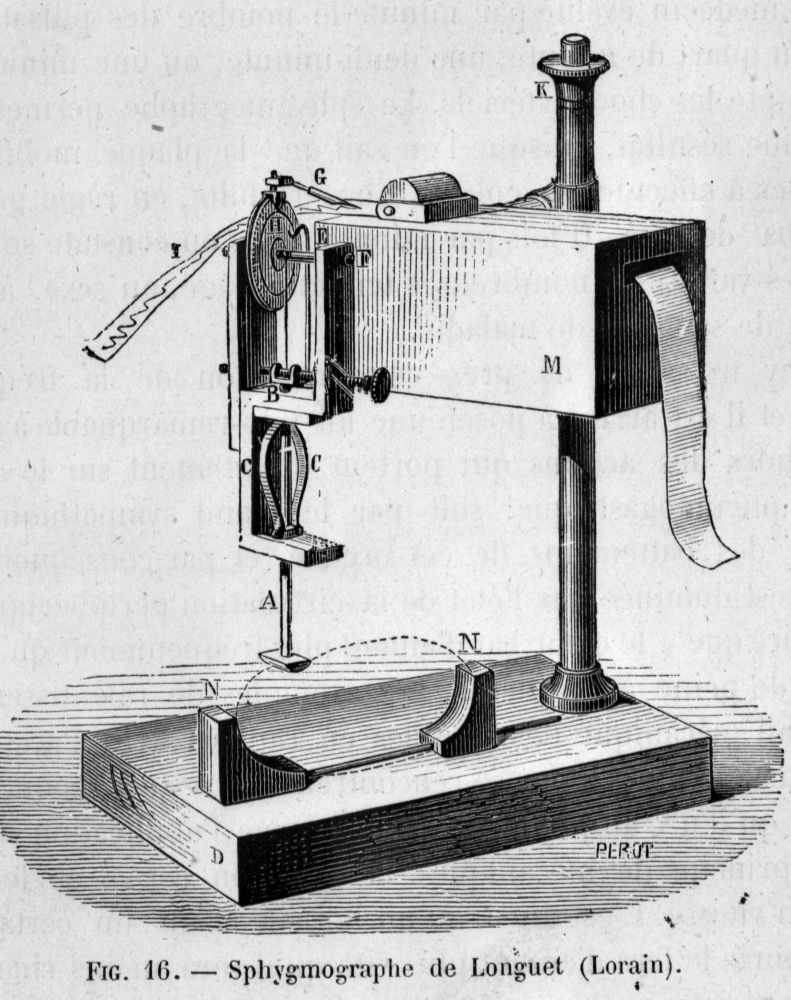
Esfigmógrafo de polea de Maurice Longuet, fabricado en 1868.

El esfigmógrafo es un instrumento médico empleado en la medida de la presión sanguínea, precursor en el siglo XIX del actual esfigmomanómetro. Fue ideado en 1854 por el fisiólogo alemán Karl von Vierordt. Siendo considerado en la época el primer dispositivo "no intrusivo" capaz de medir la presión sanguínea. Hasta entonces se venía empleando cateterismo en arterias para hacer una medida directa de la presión sangínea. En 1863 Etienne-Jules Marey (1830-1904) realizó mejoras en el dispositivo ideado por Vierordt haciendo que fuese portable. Finalmente en 1880 el doctor Samuel von Basch (1837-1905) inventó el esfigmomanómetro. En 1901 Harvey Williams Cushing realizó mejoras, y Heinrich von Recklinghausen (1867-1942) introdujo el brazalete neumático, siendo una forma aceptable de medir la presión sanguínea. El dispositivo permaneció activo en todo el siglo XX hasta que en el siglo XXI aparecen los sistemas digitales.